# Туткуська печера
Туткуська печера (рос. Туткушская) — печера на Семінському хребті, на Алтаї, Республіка Алтай, Росія. Печера комплексного (горизонтально-вертикального) типу простягання. Загальна протяжність — 1400 м. Глибина печери — 191 м; амплітуда — 191 м. Категорія складності проходження ходів печери — 3А. Печера відноситься до Східноалтайської області Алтайської провінції Алтай-Саянської спелеологічної країни. Кадастровий номер 5137/8615-1.